# 顾振清

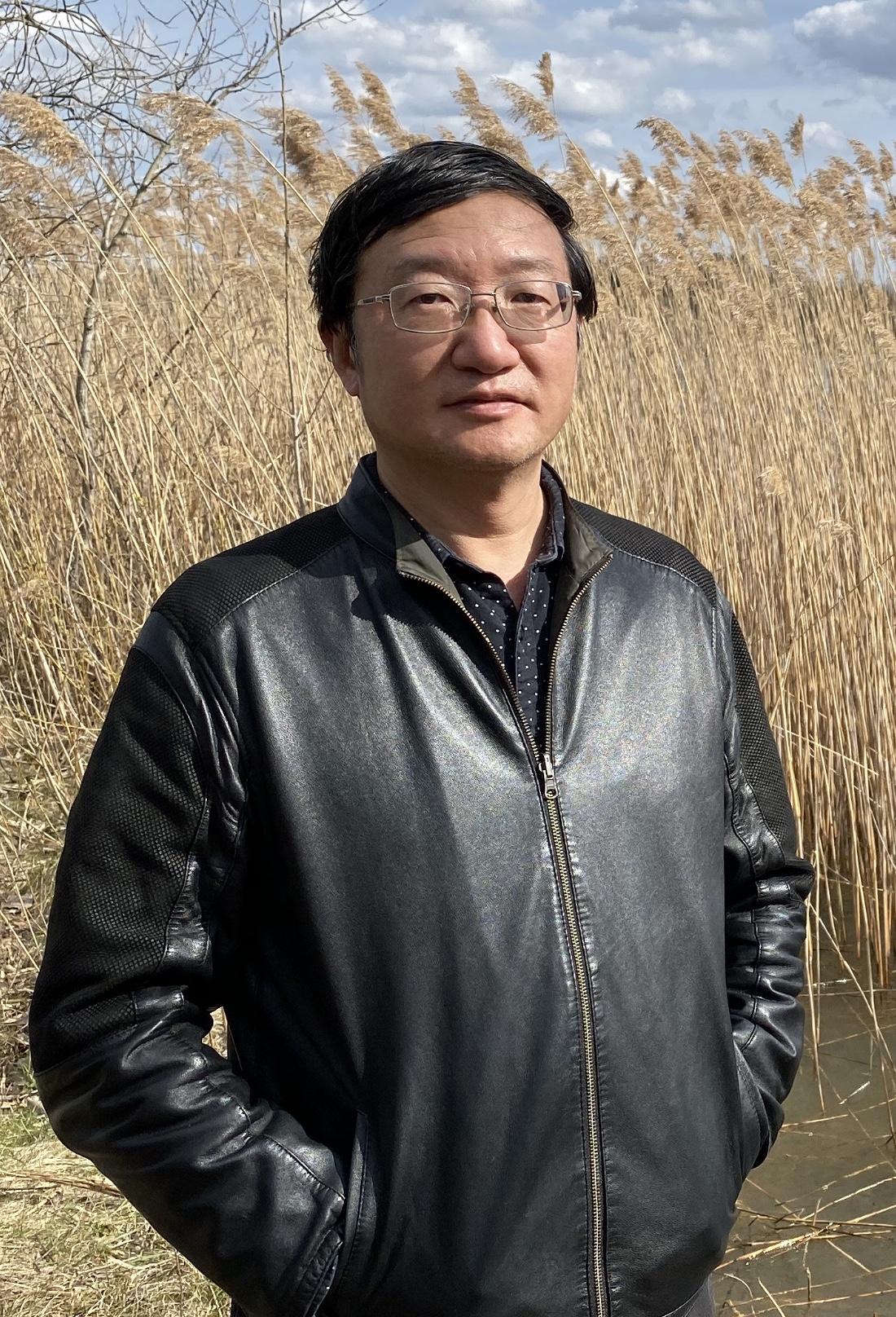

顾振清（1964年—），生于中国上海，当代艺术策展人、艺术批评家。

## 生平
顾振清生于中国上海，1987年毕业于中国上海复旦大学历史系。2003年参与创办上海多伦美术馆随后担任美术馆艺术总策划及副馆长，2006年任上海朱屺瞻艺术馆执行馆长与总策划，2007年创办中国内地第一本当代艺术的中英双语刊物《视觉生产》并任总编，2008年于北京创立北京荔空间文化艺术交流中心。2009-2011年担任北京白盒子艺术馆艺术总监。2014-2016年任西安贾平凹文化艺术馆学术馆长。2017-2018年任厦门MORE ART艺术馆学术馆长。2018-2020年任台湾艺术大学雕塑系客座副教授。曾兼任中国美术学院，天津美术学院，西安美术学院，台湾东海大学客座教授；2004中国当代艺术奖（CCAA）艺术总监；第五届台新艺术奖决审评委；2008中国当代艺术奖（CCAA）终审评委。

## 奖项
2012年，顾振清获《新京报》发布的2012年度十佳“引领社会风尚公众人物大奖”。《新京报》“引领社会风尚公众人物大奖”致顾振清的颁奖辞为：“当代艺术批评界的先行者，国际知名策展人。在当前文化跨界潮流中，他积极开拓，用先锋思潮挑战陈旧审美，以艺术与时尚为旗帜，倡导未来生活方式”。
2018年，顾振清以总策展人的身份策划“2018乌兰巴托国际艺术节”，获蒙古国艺术家联盟颁发的“2018乌兰巴托国际艺术节最佳策展人奖”。